# Nettspend
Га́ннер Ше́пардсон (англ. Gunner Shepardson), более известный под псевдонимом Nettspend — американский рэпер. Он выпустил свой дебютный микстейп Bad Ass F*cking Kid 6 декабря 2024 года.

## Биография
Ганнер Шепардсон родился около 2007 года в городе Ричмонд, штат Виргиния. В девятом классе он бросил школу.
Первую популярность рэпер получил благодаря выпуску трека «drankdrankdrank» в сентябре 2023 года, а после выпуска сингла «shine n peace» артист окончательно закрепился как успешный андерграунд-рэпер. Уже в начале 2024 года рэпер пробился в мейнстрим, выпустив два своих самых больших трека, «We not like you» (ранее выпущенный на SoundCloud в августе 2023 года) и «nothing like uuu», спродюсированный битмейкером Уилльямом Дейлом Минниксом III, более известным под псевдонимом ok, который стал его постоянным продюсером, а в июне 2024 года он выпустил трек «withdrawals» совместно с рэпером OsamaSon, который является их второй по счёту официально выпущенной коллаборацией после выпуска трека «wake up» в сентябре 2023 года. 
8 июля Nettspend выпустил трек «That One Song».
Прорывной сингл «F*CK SWAG», так же спродюсированный ok, был выпущен 2 октября 2024 года. Трек получил музыкальное видео, снятое режисерром Коулом Беннеттом, выложенное на его YouTube-канал под названием Lyrical Lemonade.
6 декабря 2024 года Nettspend выпустил свой дебютный микстейп BAD ASS F*CKING KID.
В 2025 году Nettspend готовится выпустить свой первый полноформатный дебютный альбом «early life crisis».